# Krilatica
Krilática je fraza, vznesena stalna besedna zveza s splošno znano vsebino simboličnega, metaforičnega ali aforizemskega značaja. Krilatice preučuje frazeologija.
Beseda »krilatica« je kalk iz nemške besede Geflügelte Worte, kar je kalk starogrške besedne zveze starogrško ἔπεα πτερόεντα: épea pteróenta, dobesedno krilata kratica – fraze, ki jih je rabil Homer.
Viri krilatic so lahko miti, folklore, literatura, publicistika, memoari, besede znanih osebnosti. To so lahko citati ali simbolični izrazi, ki se pojavljajo iz njihovih osnov. Takšen je na primer svetopisemski »prepovedani sadež.« Ti izrazi so lahko že davno izgubili povezavo z virom in jih je treba v vsaki dobi rabiti v povezavi z aktualnimi dogodki.
Krilatica je sama po sebi krilatica.